# Karen David

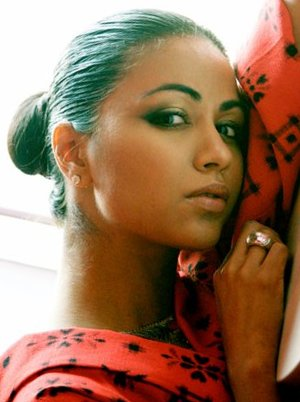
Karen David (2011)

Karen Shenaz David (ur. 15 kwietnia 1979 w Shillongu) – kanadyjska aktorka i piosenkarka, hindusko-chińskiego pochodzenia, która grała m.in. w serialach Fear the Walking Dead i Galavant.

## Filmografia

### Filmy
| Rok  | Tytuł                                | Rola            | Uwagi                       |
| ---- | ------------------------------------ | --------------- | --------------------------- |
| 2003 | Bollywood Queen                      | Neeta           |                             |
| 2005 | Batman: Początek                     | reporterka      |                             |
| 2006 | Take 3 Girls                         | Lyla            |                             |
| 2006 | Provoked                             | Asha            |                             |
| 2007 | Szalony lot                          | Flanders        |                             |
| 2008 | Król Skorpion 2: Narodziny wojownika | Layla           |                             |
| 2008 | Kolor magii                          | Liessa          | część 1                     |
| 2009 | Raj dla par                          | pracownica spa  |                             |
| 2012 | Czerwone światła                     | Dana            |                             |
| 2014 | Jack Ryan: Teoria chaosu             | Penn            |                             |
| 2015 | Amar Akbar & Tony                    | Meera           |                             |
| 2016 | The Tiger Hunter                     | Ruby Iqbal      |                             |
| 2020 | In Hollywoodland                     | Queenie         | krótkometr.                 |
| 2021 | (home)Schooled                       | Abby            | film TV                     |
| 2021 | Sand & Snow                          | kpt. Amal       | inny tyt. In Heaven’s Hands |
| 2022 | Land of Gold                         | Asha            |                             |
| 2022 | When Christmas Was Young             | Melody Douglass | film TV                     |
| 2024 | Isabel's Garden                      | Maya            |                             |

### Seriale
| Rok        | Tytuł                                | Rola                     | Uwagi                   |
| ---------- | ------------------------------------ | ------------------------ | ----------------------- |
| 2003       | Szpital Holby City                   | Eve Hotton               | 1 odc.                  |
| 2004       | Top Buzzer                           | Scarlet                  | 1 odc.                  |
| 2009       | The Legend of Dick and Dom           | Fairy Frampton           | 1 odc.                  |
| 2010–2011  | Waterloo Road                        | Cesca Montoya            | w gł. obsadzie; 20 odc. |
| 2011       | Strike Back: Project Dawn            | Barmaid                  | 2 odc.                  |
| 2011–2012  | Pixelface                            | Alexia                   | w gł. obsadzie; 26 odc. |
| 2012       | Touch                                | Kayla Graham             | 1 odc.                  |
| 2013       | Castle                               | Sara El-Masri            | 2 odc.                  |
| 2015–2016  | Galavant                             | księżniczka Isabella     | w gł. obsadzie          |
| 2016–2017  | Dawno, dawno temu (Once Upon a Time) | Jasmina                  | 9 odc.                  |
| 2016       | Cold Feet                            | Angela Zubayr            | 4 odc.                  |
| 2018       | Zabójcze umysły                      | agentka Mary Meadows     | 2 odc.                  |
| 2018       | Poza czasem                          | młoda Denise Christopher | 1 odc.                  |
| 2018–2021  | Wampiry: Dziedzictwo (Legacies)      | Emma Tig                 | 13 odc.                 |
| 2018, 2022 | Barry                                | Sharon Lucado            | 4 odc.                  |
| 2019–2020  | Rekrut                               | det. Rita Calderon       | 2 odc.                  |
| 2019–2023  | Fear the Walking Dead                | Grace Mukherjee          | w gł. obsadzie          |
| 2020–2022  | Mira – nadworna detektyw             | różne głosy              | role powracające        |
| 2021       | The Prince                           | Owen                     | 1 odc.                  |
| 2023–2024  | Sposób na śledztwo                   | Rose Dinshaw             | 3 odc.                  |